# Xenia Matschke
Xenia Matschke (* 1969 in Schwelm) ist eine deutsche Wirtschaftswissenschaftlerin.

## Leben
Nach dem Abitur 1988 an der Robert-Koch-Schule (Gymnasium) in Clausthal-Zellerfeld studierte Xenia Matschke von 1988 bis 1993 Wirtschaftswissenschaft mit dem Abschluss Diplom-Ökonom an der Ruhr-Universität Bochum,. 1997 wurde sie zum Dr. rer. oec. an der Ruhr-Universität Bochum promoviert (Doktorvater Dieter Bender). Von 1998 bis 2003 absolvierte sie ein Ph.D.-Promotionsstudium am Department of Economics an der University of Wisconsin-Madison. Sie schloss dieses Studium 2003 mit dem Grad Ph.D. in Economics ab (Titel der Dissertation: Three essays on the theory of trade protection), Advisor ihrer Ph.D. Thesis war M. Scott Taylor. Von Juli 2003 bis Juni 2004 war Xenia Matschke Assistant Professor am Department of International Economics der University of California in Santa Cruz. Sie wechselte im Sommer 2004 an die University of Connecticut in Storrs, wo sie bis August 2009 als Assistant Professor im Bereich Internationaler Handel am Department of Economics arbeitete. Im August 2009 wurde sie dort zum Associate Professor mit Tenure befördert. 2010 erhielt sie einen Ruf an die Universität Trier und arbeitet seit dem 1. August 2010 als W3-Professorin für Internationale Wirtschaftspolitik am Fachbereich IV der Universität Trier. Xenia Matschke ist verheiratet und hat aus dieser Ehe zwei Söhne, geboren 2001 und 2007.

## Schriften (Auswahl)
- Importregulierungen und Stabilität internationaler Kartelle. Dissertation Ruhr-Universität Bochum, Hamburg 1997, ISBN 3-86064-642-7.
- Lobbyismus und Handelsprotektion. In: Polk, A; Mause, K. (eds.): Handbuch Lobbyismus, 2022, Wiesbaden: Springer VS. doi:10.1007/978-3-658-32324-0_36-1
- Political Economy of Protection. Published in Hamilton, In: J.H. (ed.): Oxford Research Encyclopedia of Economics and Finance, 2021, Oxford: Oxford University Press. doi:10.1093/acrefore/9780190625979.013.322
- U.S. Multinationals and Preferential Market Access. Review of Economics and Statistics 97 (4), 2015: 839-854. (Mit E. J. Blanchard). doi:10.1162/REST_a_00496
- New trade theory. In: Reinert, K.A. and R.S. Rajan (eds.): Princeton Encyclopedia of the World Economy, 2009, Princeton and Oxford: Princeton University Press, 829--833. doi:10.1515/9781400830404.149
- Costly Revenue-raising and the Case for Favoring Import-competing Industries. Journal of International Economics 74 (1), 2008: 143-157. doi:10.1016/j.jinteco.2007.05.007
- Do Labor Issues Matter in the Determination of U.S. Trade Policy? An Empirical Reevaluation. American Economic Review 96 (1), (2006): 405-421. (mit S. M. Sherlund). Online
- Tariff and Quota Equivalence in the Presence of Asymmetric Information. Journal of International Economics 61 (1), 2003: 209-223, doi:10.1016/S0022-1996(03)00002-3